# Eiko Yamada
Eiko Yamada (山田 栄子 Yamada Eiko; Yokohama, Prefectura de Kanagawa, 13 de junio de 1953) es una seiyū japonesa. También se la conoce como Eiko Hisamura.
Ha participado en series como Dragon Ball y Capitán Tsubasa, entre otras.

## Roles interpretados

### Series de Anime
- Ana de las Tejas Verdes como Anne Shirley/Ana Shirley
- Antes de las Tejas Verdes como la Narradora
- Anime Sanjushi como Aramis
- Capitán Tsubasa como Tom Misaki
- City Hunter como Aya Misaki
- Densetsu Kyojin Ideon como Banda Lotta
- Detective Conan como Nakahara
- DNA² como Oharu
- Dragon Ball como Mai
- Dragon Ball GT como Mai
- El largo viaje de Porphy como Iralia
- El Mago de Oz como el Príncipe de Ev
- El pequeño lord como James
- El Puño de la Estrella del Norte como Aki
- Ganbare! Kickers como Hikaru Uesugi
- Ginga: Nagareboshi Gin como Gin
- Godmars como Namida
- Gordian El Guerrero como Kathy
- Highschool! Kimengumi como Mei Undō (como Eiko Hisamura)
- Iga no Kabamaru como Hayate (niño) y Ran
- Jinete sable y los comisarios estrella como Chiruka
- Kaibutsu-kun (1980) como la Princesa Demokin
- Kimagure Orange Road como Yukari
- La princesa Sara como Lavinia
- Lady Georgie como Abel (pequeño)
- Las montañas de Ana como Lucien/Lucián
- Los chicos de Jo como Josephine "Jo" March/Jo Bhaer
- Lupin III: Parte II como la Princesa Giana
- Maple Town Monogatari como Stella
- Mujercitas como Josephine "Jo" March
- Oyoneko Boonyan como Maron Kurioji
- Parasol Henbē como Kanbee
- Pollyanna como Jimmy
- Ranma ½ como Tsubasa Kurenai
- Remy, la niña sin hogar como Milligan
- Robotan (1986) como Kan-chan
- Sailor Moon como Ramua/Ramwoir
- Shin Bikkuriman como Shintei Hood
- Super Dimensional Century Orguss como Ripple
- Tetsujin 28-gō (1980) como Shotaro Kaneda
- Tetsujin 28-gō FX como Shotaro
- Those Who Hunt Elves como Garbera
- Video Senshi Laserion como Katori Yoko y Sahara/Sara

### OVAs
- Ace o Nerae! 2 como Ranko Midorikawa
- Ace o Nerae! Final Stage como Ranko Midorikawa
- Candy Candy Haru no Yobigoe como Eliza Leagan
- DNA² como Oharu
- Gall Force 2 - Destruction como Adrienne
- Kimagure Orange Road como Yukari
- Legend of Lemnear como Lemnear
- Okama Hakusho como Tarou Yamazaki
- Otohime Connection como Himeko
- Shin Captain Tsubasa como Tom Misaki
- Transformers: Z como Kain
- Ultraman Graffiti como Megu
- Wanna-Be's como Bloody Matsuki
- Yamataro Comes Back como Yamataro (pequeño)

### Películas
- Anime Sanjushi: Aramis no Bōken como Aramis
- Candy Candy como Eliza Leagan
- Captain Tsubasa: Gran batalla en Europa como Tom Misaki
- Doraemon: The Space Hero como Fufu
- Doraemon y las mil y una aventuras como Majo
- Dragon Ball Z: La batalla de los dioses como Mai
- Gran Golpe en Nekonron, China como Tsubasa Kurenai y Monlon
- Kimagure Orange Road: Quiero volver a ese día como Yukari
- Locke, El Superman de las Galaxias como Kim
- Makafushigi Daibōken como Mai
- The Ideon: A Contact como Banda Lotta
- The Ideon: Be Invoked como Banda Lotta
- Yu-Gi-Oh! La Película: Pirámide de la luz como Shōgo Aoyama (como Eiko Hisamura)

### Videojuegos
- Metal Gear Solid como Nastasha Romanenko

### Doblaje
- La mosca como Tawny
- Transformers: Generación 1 como Ariel y Beta

## Música
Para la serie Mujercitas interpretó el segundo opening Itsuka Kitto! junto con Keiko Han, Mayumi Shou y Rei Sakuma.